# L'EPILOGUE
『L'EPILOGUE』（エピローグ）は、氷室京介の通算7枚目のベスト・アルバム。2016年4月13日にワーナーミュージック・ジャパンよりリリースされた。

## 概要
- 初のオールキャリア・ベスト。BOØWY時代から現在に至るまでの楽曲がセレクトされ、スティーブ・チャーチヤードによるミックス、テッド・ジェンセンによる全曲リマスタリングが行われている[1]。
- 本作リリース時に、「SYMPHONIC デモ音源 2016 Ver.」が期間限定配信で封入された（2016年5月23日23:59をもって配信終了となった）。

## 仕様
「通常盤」「初回生産限定盤」の2形態で発売。初回生産限定盤には2003年から2014年までのライブテイクを集め、一つのライブのように繋げ収録した特典CDが付く。

## 構成
下記のシングルおよびアルバムから選曲されている。なお、シングル「Urban Dance」[1992年）、「Good Luck My Love」（1992年）、「WALTZ」（1997年）、「永遠 〜Eternity〜」（2000年）、「炎の化石」（2000年）、「EASY LOVE」（2006年）、「NORTH OF EDEN」（2013年）、およびアルバム『Memories Of Blue』（1993年）、『SHAKE THE FAKE』（1994年）、『MISSING PIECE』（1996年）、『I・DÉ・A』（1997年）、『beat haze odyssey』（2000年）、『IN THE MOOD』（2006年）、『"B"ORDERLESS』（2010年）のアルバム曲は収録されていない。
シングル
- 「“16”」（1985年） - 「ホンキー・トンキー・クレイジー」のカップリング曲。
- 「わがままジュリエット」（1986年）
- 「B・BLUE」（1986年）（初回限定盤のみ）
- 「ONLY YOU」（1987年）（初回限定盤のみ）
- 「MARIONETTE」（1987年）（初回限定盤のみ）
- 「ANGEL」（1988年）
- 「DEAR ALGERNON」（1988年）
- 「SUMMER GAME」（1989年）
- 「MISTY〜微妙に〜」（1989年）
- 「JEALOUSYを眠らせて」（1990年）
- 「LOVER'S DAY」（1990年） - 「JEALOUSYを眠らせて」のカップリング曲。
- 「CRIME OF LOVE」（1991年）
- 「KISS ME」（1992年）
- 「VIRGIN BEAT」（1994年）
- 「魂を抱いてくれ」（1995年）
- 「STAY」（1996年）
- 「SQUALL」（1996年）（初回限定盤のみ）
- 「NATIVE STRANGER」（1997年）
- 「HEAT」（1997年）（初回限定盤のみ）
- 「SLEEPLESS NIGHT 〜眠れない夜のために〜」（1999年）
- 「ダイヤモンド・ダスト」（1999年）
- 「SILENT BLUE」（1999年） - 「ダイヤモンド・ダスト」のカップリング曲。
- 「Girls Be Glamorous」（2001年）（初回限定盤のみ）
- 「REVOLVER」（2001年） - 「Girls Be Glamorous」のカップリング曲。
- 「Claudia」（2003年）（初回限定盤のみ）
- 「Wild Romance」（2004年）
- 「SWEET REVOLUTION」（2006年）（初回限定盤のみ）
- 「BANG THE BEAT」（2010年）
- 「IF YOU WANT」（2011年）
- 「WARRIORS」（2012年）
- 「Bloody Moon」（GOSPELS OF JUDAS名義）（2012年）（初回限定盤のみ）
- 「ONE LIFE」（2014年）

アルバム
- 『INSTANT LOVE』（1983年） - 「FUNNY-BOY」、「SYMPHONIC」（期間限定配信のみ）
- 『BOØWY』（1985年） - 「黒のラプソディー」、「唇にジェラシー」、「ハイウェイに乗る前に」（初回限定盤のみ）、「CLOUDY HEART」
- 『JUST A HERO』（1986年） - 「ミス・ミステリー・レディ (Visual Vision)」
- 『PSYCHOPATH』（1987年） - 「PLASTIC BOMB」（初回限定盤のみ）
- 『FLOWERS for ALGERNON』（1988年） - 「LOVE & GAME」（初回限定盤のみ）
- 『NEO FASCIO』（1989年） - 「CALLING」（初回限定盤のみ）
- 『Higher Self』（1991年） - 「WILD AT NIGHT」（初回限定盤のみ）
- 『MELLOW』（2000年） - 「So Far So Close」
- 『Follow the wind』（2003年） - 「FOLLOW THE WIND」、「MONOCHROME RAINBOW」
- 『KYOSUKE HIMURO 25th Anniversary BEST ALBUM GREATEST ANTHOLOGY』（2013年） - 「The Sun Also Rises」（初回限定盤のみ）

## チャート成績
2016年4月13日付のオリコン週間ランキングでは8.5万枚を売り上げ、週間1位にランクインした。
氷室のアルバム1位獲得は前作の『KYOSUKE HIMURO 25th Anniversary BEST ALBUM GREATEST ANTHOLOGY』に続いて2作連続。同・通算獲得作品数は12作目となり、男性ソロアーティスト歴代1位タイとなった。

## 収録曲

### 一覧
| #         | タイトル                             | 作詞                       | 作曲      | 編曲                                               | 時間  |
| --------- | ------------------------------------ | -------------------------- | --------- | -------------------------------------------------- | ----- |
| 1.        | 「ミス・ミステリー・レディ」(新録曲) | 氷室京介                   | 氷室京介  |                                                    | 3:58  |
| 2.        | 「黒のラプソディー」(新録曲)         | 氷室京介、松井五郎         | 氷室京介  |                                                    | 3:34  |
| 3.        | 「“16”」(新録曲)                     | 氷室京介                   | 氷室京介  |                                                    | 4:18  |
| 4.        | 「CLOUDY HEART」(新録曲)             | 氷室京介                   | 氷室京介  |                                                    | 4:28  |
| 5.        | 「わがままジュリエット」(新録曲)     | 氷室京介                   | 氷室京介  |                                                    | 4:39  |
| 6.        | 「WARRIORS」                         | 森雪之丞                   | 氷室京介  | 氷室京介                                           | 5:14  |
| 7.        | 「SILENT BLUE」                      | 森雪之丞                   | 氷室京介  | Kim Bullard                                        | 5:02  |
| 8.        | 「MONOCHROME RAINBOW」(Remix)        | 森雪之丞                   | 氷室京介  | 氷室京介                                           | 5:36  |
| 9.        | 「FOLLOW THE WIND」(Remix)           | 森雪之丞                   | 氷室京介  | 氷室京介                                           | 4:23  |
| 10.       | 「So Far So Close」                  | 松井五郎                   | 氷室京介  | 氷室京介、Kim Bullard                              | 5:35  |
| 11.       | 「ONE LIFE」                         | GK、松井五郎               | 氷室京介  | Yukihide "YT" Takiyama 、Jun Inoue aka Silky Voice | 5:06  |
| 12.       | 「FUNNY-BOY」(新録曲)                | 氷室京介、高橋信、松井恒松 | 氷室京介  |                                                    | 4:14  |
| 13.       | 「唇にジェラシー」(新録曲)           | 氷室京介                   | 氷室京介  |                                                    | 4:14  |
| 14.       | 「Wild Romance」                     | 森雪之丞                   | 氷室京介  | 氷室京介                                           | 5:31  |
| 15.       | 「REVOLVER」                         | 森雪之丞                   | 氷室京介  | 氷室京介                                           | 6:11  |
| 合計時間: | 合計時間:                            | 合計時間:                  | 合計時間: | 合計時間:                                          | 72:03 |

| #         | タイトル                                   | 作詞               | 作曲      | 編曲                       | 時間  |
| --------- | ------------------------------------------ | ------------------ | --------- | -------------------------- | ----- |
| 1.        | 「ANGEL」                                  | 氷室京介           | 氷室京介  | 氷室京介、吉田建           | 3:49  |
| 2.        | 「DEAR ALGERNON」                          | 氷室京介           | 氷室京介  | 氷室京介、吉田建           | 3:50  |
| 3.        | 「LOVER'S DAY」                            | 氷室京介           | 氷室京介  | 氷室京介、西平彰           | 5:13  |
| 4.        | 「SUMMER GAME」                            | 氷室京介           | 氷室京介  | 氷室京介、佐久間正英       | 3:29  |
| 5.        | 「MISTY 〜微妙に〜」                       | 松井五郎           | 氷室京介  | 氷室京介、佐久間正英       | 4:36  |
| 6.        | 「JEALOUSYを眠らせて」                     | 氷室京介、松井五郎 | 氷室京介  | 氷室京介、西平彰           | 4:00  |
| 7.        | 「CRIME OF LOVE」                          | 氷室京介           | 氷室京介  | 西平彰、SP≒EED             | 3:57  |
| 8.        | 「KISS ME」                                | 松井五郎           | 氷室京介  | 西平彰                     | 3:38  |
| 9.        | 「VIRGIN BEAT」                            | 松井五郎           | 氷室京介  | ホッピー神山               | 5:20  |
| 10.       | 「STAY」                                   | 松井五郎           | 氷室京介  | 氷室京介、美久月千晴       | 4:41  |
| 11.       | 「魂を抱いてくれ」                         | 松本隆             | 氷室京介  | 佐橋佳幸                   | 5:12  |
| 12.       | 「NATIVE STRANGER」                        | 松井五郎           | 氷室京介  | 佐久間正英                 | 4:16  |
| 13.       | 「ダイヤモンド・ダスト」                   | 森雪之丞           | 氷室京介  | ポール・バックマスター     | 5:17  |
| 14.       | 「SLEEPLESS NIGHT 〜眠れない夜のために〜」 | 森雪之丞           | 氷室京介  | スティーヴ・スティーヴンス | 5:08  |
| 15.       | 「BANG THE BEAT」                          | SPIN               | 氷室京介  | 氷室京介、小倉博和         | 4:29  |
| 16.       | 「IF YOU WANT」                            | 氷室京介           | 氷室京介  | 滝山幸英                   | 5:27  |
| 合計時間: | 合計時間:                                  | 合計時間:          | 合計時間: | 合計時間:                  | 72:22 |

| #         | タイトル                                                   | 作詞               | 作曲                           | 時間  |
| --------- | ---------------------------------------------------------- | ------------------ | ------------------------------ | ----- |
| 1.        | 「B・BLUE」(2004.8.22 TOKYO DOME)                          | 氷室京介           | 布袋寅泰                       | 4:00  |
| 2.        | 「Claudia」(2004.12.25 YOYOGI NATIONAL STADIUM)            | 森雪之丞           | 氷室京介                       | 4:21  |
| 3.        | 「LOVE & GAME」(2012.12.31 NIPPON BUDOKAN)                 | 氷室京介           | 氷室京介                       | 4:47  |
| 4.        | 「Bloody Moon」(2012.12.31 NIPPON BUDOKAN)                 | 森雪之丞           | 氷室京介、Yukihide"YT"Takiyama | 5:53  |
| 5.        | 「HEAT」(2008.9.14 YOKOHAMA ARENA)                         | 松井五郎           | 氷室京介                       | 5:13  |
| 6.        | 「Girls Be Glamorous」(2003.11.23 YOYOGI NATIONAL STADIUM) | 森雪之丞           | 氷室京介                       | 4:40  |
| 7.        | 「TO THE HIGHWAY」(2012.12.31 NIPPON BUDOKAN)              | 氷室京介、松井五郎 | 氷室京介                       | 4:10  |
| 8.        | 「PLASTIC BOMB」(2011.6.12 TOKYO DOME)                     | 氷室京介           | 布袋寅泰                       | 3:00  |
| 9.        | 「MARIONETTE」(2011.6.12 TOKYO DOME)                       | 氷室京介           | 布袋寅泰                       | 3:57  |
| 10.       | 「ONLY YOU」(2011.6.12 TOKYO DOME)                         | 氷室京介           | 布袋寅泰                       | 4:30  |
| 11.       | 「SWEET REVOLUTION」(2008.9.14 YOKOHAMA ARENA)             | 森雪之丞           | 氷室京介                       | 4:22  |
| 12.       | 「CALLING」(2014.7.19 YOKOHAMA STADIUM)                    | 氷室京介、松井五郎 | 氷室京介                       | 5:08  |
| 13.       | 「SQUALL」(2008.9.14 YOKOHAMA ARENA)                       | 氷室京介、松井五郎 | 氷室京介                       | 4:51  |
| 14.       | 「WILD AT NIGHT」(2014.7.20 YOKOHAMA STADIUM)              | 松井五郎           | 氷室京介、友森昭一             | 2:57  |
| 15.       | 「The Sun Also Rises」(2014.7.19 YOKOHAMA STADIUM)         | 森雪之丞           | 氷室京介                       | 5:25  |
| 合計時間: | 合計時間:                                                  | 合計時間:          | 合計時間:                      | 67:14 |

| #         | タイトル                          | 作詞      | 作曲      | 時間 |
| --------- | --------------------------------- | --------- | --------- | ---- |
| 1.        | 「SYMPHONIC」(デモ音源 2016 Ver.) | 氷室京介  | 氷室京介  | 4:20 |
| 合計時間: | 合計時間:                         | 合計時間: | 合計時間: | 4:20 |

## 曲解説

### DISC 1
1. ミス・ミステリー・レディ（新録曲）
BOØWYの4thアルバム『JUST A HERO』収録曲のセルフカバー。
2. 黒のラプソディー（新録曲）
BOØWYの3rdアルバム『BOØWY』収録曲のセルフカバー。
3. "16"（新録曲）
BOØWYの1stシングル「ホンキー・トンキー・クレイジー」のカップリング曲のセルフカバー。
4. CLOUDY HEART（新録曲）
BOØWYの3rdアルバム『BOØWY』収録曲のセルフカバー。
5. わがままジュリエット（新録曲）
BOØWYの3rdシングル「わがままジュリエット」のセルフカバー。
6. WARRIORS
28thシングル。
7. Silent Blue
18thシングル「ダイヤモンド・ダスト」のカップリング曲。
8. MONOCHROME RAINBOW（Remix）
9thアルバム『Follow the wind』収録曲のリミックス。
9. FOLLOW THE WIND（Remix）
9thアルバム『Follow the wind』収録曲のリミックス。
10. So Far So Close
8thアルバム『MELLOW』収録曲。
11. ONE LIFE
30thシングル。アルバム初収録。
12. FUNNY-BOY（新録曲）
BOØWYの2ndアルバム『INSTANT LOVE』収録曲のセルフカバー。
13. 唇にジェラシー（新録曲）
BOØWYの3rdアルバム『BOØWY』収録曲のセルフカバー。
14. Wild Romance
23rdシングル。
15. REVOLVER
21stシングル「Girls Be Glamorous」のカップリング曲。

### DISC 2
1. ANGEL
1stシングル。
2. DEAR ALGERNON
2ndシングル。
3. LOVER'S DAY
5thシングル「JEALOUSYを眠らせて」のカップリング曲。
4. SUMMER GAME
3rdシングル。
5. MISTY〜微妙に〜
4thシングル。
6. JEALOUSYを眠らせて
5thシングル。ベストアルバム『Collective SOULS 〜THE BEST OF BEST〜』に収録されているバージョン。
7. CRIME OF LOVE
6thシングル。
8. KISS ME
9thシングル。4thアルバム『Memories Of Blue』に収録されているバージョン。
9. VIRGIN BEAT
10thシングル。シングルバージョンはアルバム初収録。
10. STAY
12thシングル。
11. 魂を抱いてくれ
11thシングル。
12. NATIVE STRANGER
15thシングル。
13. ダイヤモンド・ダスト
18thシングル。
14. SLEEPLESS NIGHT 〜眠れない夜のために〜
17thシングル。本作ではエンディングが10秒ほど長くなっている。
15. BANG THE BEAT
26thシングル。
16. IF YOU WANT
27thシングル。

### DISC 3（初回生産限定盤のみ）
1. B・BLUE (2004.8.22 TOKYO DOME)
BOØWYの4thシングル。
『21st Century Boøwys vs HIMURO ~An Attempt To Discover New Truths~』の音源。
2. Claudia (2004.12.25 YOYOGI NATIONAL STADIUM)
22ndシングル。
『TOUR 2004 SOUL STANDING BY~』の音源。
3. LOVE & GAME (2012.12.31 NIPPON BUDOKAN)
1stアルバム『FLOWERS for ALGERNON』収録曲。
『COUNTDOWN LIVE CROSSOVER 12-13』の音源。
4. Bloody Moon (2012.12.31 NIPPON BUDOKAN)
GOSPELS OF JUDAS名義でリリースされた配信限定シングル。
『COUNTDOWN LIVE CROSSOVER 12-13』の音源。
5. HEAT (2008.9.14 YOKOHAMA ARENA)
16thシングル。
『20th ANNIVERSARY TOUR 2008 JUST MOVIN' ON -MORAL〜PRESENT-』の音源。
6. Girls Be Glamorous (2003.11.23 YOYOGI NATIONAL STADIUM)
21stシングル。
『KYOSUKE HIMURO TOUR 2003  "HIGHER THAN HEAVEN" AT  YOYOGI NATIONAL STADIUM』の音源。
7. TO THE HIGHWAY（2012.12.31 NIPPON BUDOKAN)
ベストアルバム『Case of HIMURO』収録曲、およびBOØWYの3rdアルバム『BOØWY』収録曲。
『COUNTDOWN LIVE CROSSOVER 12-13』の音源。
8. PLASTIC BOMB (2011.6.12 TOKYO DOME)
BOØWYの6thアルバム『PSYCHOPATH』収録曲。
9. MARIONETTE (2011.6.12 TOKYO DOME)
BOØWYの6thシングル。
10. ONLY YOU (2011.6.12 TOKYO DOME)
BOØWYの5thシングル。
11. SWEET REVOLUTION (2008.9.14 YOKOHAMA ARENA)
25thシングル。
『20th ANNIVERSARY TOUR 2008 JUST MOVIN' ON -MORAL〜PRESENT-』の音源。
12. CALLING (2014.7.19 YOKOHAMA STADIUM)
2ndアルバム『NEO FASCIO』収録曲。
『KYOSUKE HIMURO 25th Anniversary TOUR GREATEST ANTHOLOGY -NAKED- FINAL DESTINATION DAY-1』の音源。
13. SQUALL（2008.9.14 YOKOHAMA ARENA)
13thシングル。
『20th ANNIVERSARY TOUR 2008 JUST MOVIN' ON -MORAL〜PRESENT-』の音源。
14. WILD AT NIGHT (2014.7.20 YOKOHAMA STADIUM)
3rdアルバム『Higher Self』収録曲。
『KYOSUKE HIMURO 25th Anniversary TOUR GREATEST ANTHOLOGY -NAKED- FINAL DESTINATION DAY-2』の音源。
15. The Sun Also Rises (2014.7.19 YOKOHAMA STADIUM)
ベストアルバム『KYOSUKE HIMURO 25th Anniversary BEST ALBUM GREATEST ANTHOLOGY』収録曲。
『KYOSUKE HIMURO 25th Anniversary TOUR GREATEST ANTHOLOGY -NAKED- FINAL DESTINATION DAY-1』の音源。

### 期間限定配信
1. SYMPHONIC (デモ音源 2016 Ver.)
BOØWYの2ndアルバム『INSTANT LOVE』収録曲のセルフカバーのデモバージョン。

## 演奏

### CD 新録曲演奏
- Yukihide "YT" Takiyama：ギター、ベース
- チャーリー・パクソン：ドラムス